# Ландау, Хаим
Хаим Ландау (ивр. חיים לנדאו‎; род. 10 сентября 1916 года, Краков, Австро-Венгрия — 6 октября 1981 года, Израиль) — израильский политик, бывший министр развития и министр транспорта Израиля.

## Биография
Хаим Ландау родился 10 сентября 1916 года в Кракове на территории Австро-Венгрии (ныне Польша). В еврейской семье предпринимателя Пинхуса и его жены Берты (урождённой Гроссбард) Ландау. Получил традиционное еврейское образование, учился в хедере и школе «Тахкемони». Кроме того, Хаим учился в еврейской гимназии Кракова.
Репатриировался в Палестину в 1935 году и поступил в Технион. Окончил его, получив специальность в области строительной инженерии. Работал в строительстве. Женился на Шошане Перл.
В возрасте 13 лет вступил в «Бейтар», по прибытии в Палестину вступил в «Иргун». Принимал участие в антиарабских акциях данной организации. В 1938 году был арестован британцами по подозрению в совершении террористических актов, но был отпущен через некоторое время. В 1940 году возглавил ячейку Бейтара в Хайфе.
После начала антибританских действий (1944 год) был переведён в Тель-Авив, был назначен секретарём штаба Иргуна. А в 1945 году вошел в состав командования организации и возглавил его штаб.
Представлял Иргун, Менахема Бегина и Шмуэля Каца перед UNSCOP. После провозглашения независимости Израиля стал одним из основателей движения «Херут», был избран от него в кнессет 1-го созыва. Заседал в финансовой и экономической комиссиях.
В дальнейшем переизбирался в кнессет 2-8 созывов. Работал в комиссии по иностранным делам и безопасности (2, 3, 4, 5, 6, 7, 8 созывы), комиссии по внутренним делам (2, 3, 4, 5, 6 созывы) и в законодательной комиссии (2 созыв).
В 15 правительстве Израиля (сформированном Голдой Меир) получил пост министра развития, который занимал с 15 декабря 1969 года по 6 августа 1970 года, а затем его сменил Хаим Гвати.
Несмотря на то, что Ландау не вошел в кнессет 9-го созыва, при формировании правительства Менахем Бегин назначил его министром без портфеля (10 января 1977 года — 15 января 1978 года). Однако после того, как Меир Амит ушел в отставку с поста министра транспорта Израиля, Ландау занял его место (1979-1981).
Скончался 6 октября 1981 года, в возрасте 65 лет. Сын — израильский политик, министр правительства Узи Ландау.